# 생각의 좌표
생각의 좌표는 홍세화가 빨간 신호등(2003년) 이후로 6년 만에 펴낸 다섯 번째 단독 집필 서적이다. “내 생각은 어떻게 내 생각이 되었나?”라는 질문으로 시작하여 사회 전반에 만연한 물질 만능 풍조와 자아 성찰에 게으른 현대인을 비판한다.

## 목차
1. 내 생각의 주인은 누구인가: 내 생각은/ 네 가지 경로/ 학습/ 선택과 집중/ 사형제도/ 반학문/ 서열/ 복종/ ‘왜’의 죽음/ 탈의식/ 두 개의 질문
2. 회색의 물신 사회: 고향/ 탐욕/ 회색/ 도시서민/ 보잘것없음/ 몰상식/ 분노/ 쓴 소리/ 달걀/ 나눔과 분배/ 무상교육/ 지금 여기
3. 긴장의 항체